# Chassalia princei
Chassalia princei är en måreväxtart som först beskrevs av Marcel Marie Maurice Dubard och Paul Louis Amans Dop, och fick sitt nu gällande namn av Cornelis Eliza Bertus Bremekamp. Chassalia princei ingår i släktet Chassalia och familjen måreväxter.

## Underarter
Arten delas in i följande underarter:
- C. p. brachysepala
- C. p. princei
- C. p. puberula